# Mohammed Tantaoui
Pour les articles homonymes, voir Mohamed Hussein Tantawi.
Mohammed Sayyed Tantaoui (arabe : محمد سيد طنطاوي), né le 28 octobre 1928 dans le gouvernorat de Sohag (Haute-Égypte) et mort le 10 mars 2010. Il est Grand Imam de la mosquée al-Azhar, haute autorité de l'islam sunnite en Égypte, où il est nommé le 27 mars 1996 par le président de la République arabe d'Égypte, Hosni Moubarak.

## Biographie
En 1966, il obtient un doctorat en hadith et en tafsir à la faculté de religion de Al-Azhar. En 1968, il est professeur dans cette même faculté, puis devient recteur de la faculté des études islamiques ; il est enfin nommé mufti en 1986, puis Grand imam en 1996. En raison de sa nouvelle charge, il préside le Conseil supérieur de Al-Azhar et l'Académie des recherches islamiques, qui remplace depuis 1961 le Conseil des grands oulémas. Considéré comme un porte-parole du gouvernement, dont il est fonctionnaire, il est le mufti officiel de la République d'Égypte de 1986 à 1996. 
Le 24 février 2000, le pape Jean-Paul II rend une visite historique à l'imam de l'université Al-Azhar Mohammed Sayyed Tantaoui. À travers cette université et son chef, l'islam "modéré" égyptien a pu être appelé l'« arbitre de la pensée islamique moderne ». À l'issue de cette rencontre est créé un Comité mixte pour le Dialogue établi par le Comité permanent d'Al-Azhar pour le dialogue avec les religions monothéistes et le Conseil pontifical pour le dialogue interreligieux, qui se réunit une fois par an au Caire ou à Rome le 24 février, date anniversaire de la rencontre.
Mohammed Sayyed Tantaoui meurt le 10 mars 2010 à la suite d'une crise cardiaque. Son successeur nommé le 19 mars 2010, est Ahmed el-Tayeb.

## Polémiques et controverses
Ses prises de position ont pu faire l'objet de polémiques ; il s’efforce de donner à l’institution qu’il dirige une orientation libérale, en opposition aux thèses répandues par les intégristes, en Égypte comme dans l'ensemble du monde musulman.

Après l’attentat de Louxor, le cheikh Tantaoui avait pris une position particulièrement ferme, traitant les auteurs de l’attentat de salauds, en précisant : 
« Le fanatisme est le résultat d’une méconnaissance de l’islam. Il est le fait d’esprits étroits et le résultat d’un mauvais enseignement de l’islam. Le rôle d’al-Azhar est de ramener les égarés à la vérité et de mettre fin aux conflits entre sectes qui sont très dangereux pour les musulmans. Nous sommes contre tous les fanatismes, contre toutes les discriminations et contre toutes les violences. »
Lors du débat sur le voile en France, il a introduit une distinction quant au respect des préceptes coraniques, selon que le croyant vit dans un pays musulman ou dans un autre pays, à savoir que le musulman est tenu de se plier aux lois du territoire où il vit. Il a ainsi contredit ceux qui accusaient l'État français d'abus de pouvoir dans l'affaire du voile, en opposition avec certains oulémas d'al-Azhar ainsi qu'avec le cheikh égyptien Youssef al-Qaradâwî pour qui, c'est « une obligation religieuse non négociable ».
Intervenant au sujet de la « bataille du voile » livrée en Égypte même, la Haute Cour constitutionnelle étant saisie de la question, il soutint cette dernière en déclarant que « le niqab n'[était] pas une obligation religieuse (ibada (en)), mais une simple pratique coutumière (âda) ».

## Décorations
- Grand cordon de l'Ordre de la République d'Égypte ;
- Grand cordon de l'Ordre égyptien du Mérite.